# 佐田神社
佐田神社（さたじんじゃ）は、徳島県阿南市椿泊町東85に鎮座する神社である。

## 主祭神
- 猿田彦命
- 海津見命
- 佐田九郎兵衛命

出典 : 『徳島県神社誌』、『阿波の祭礼と神事』。

## 歴史
森家の先祖佐田九郎兵衛を祀った神社。

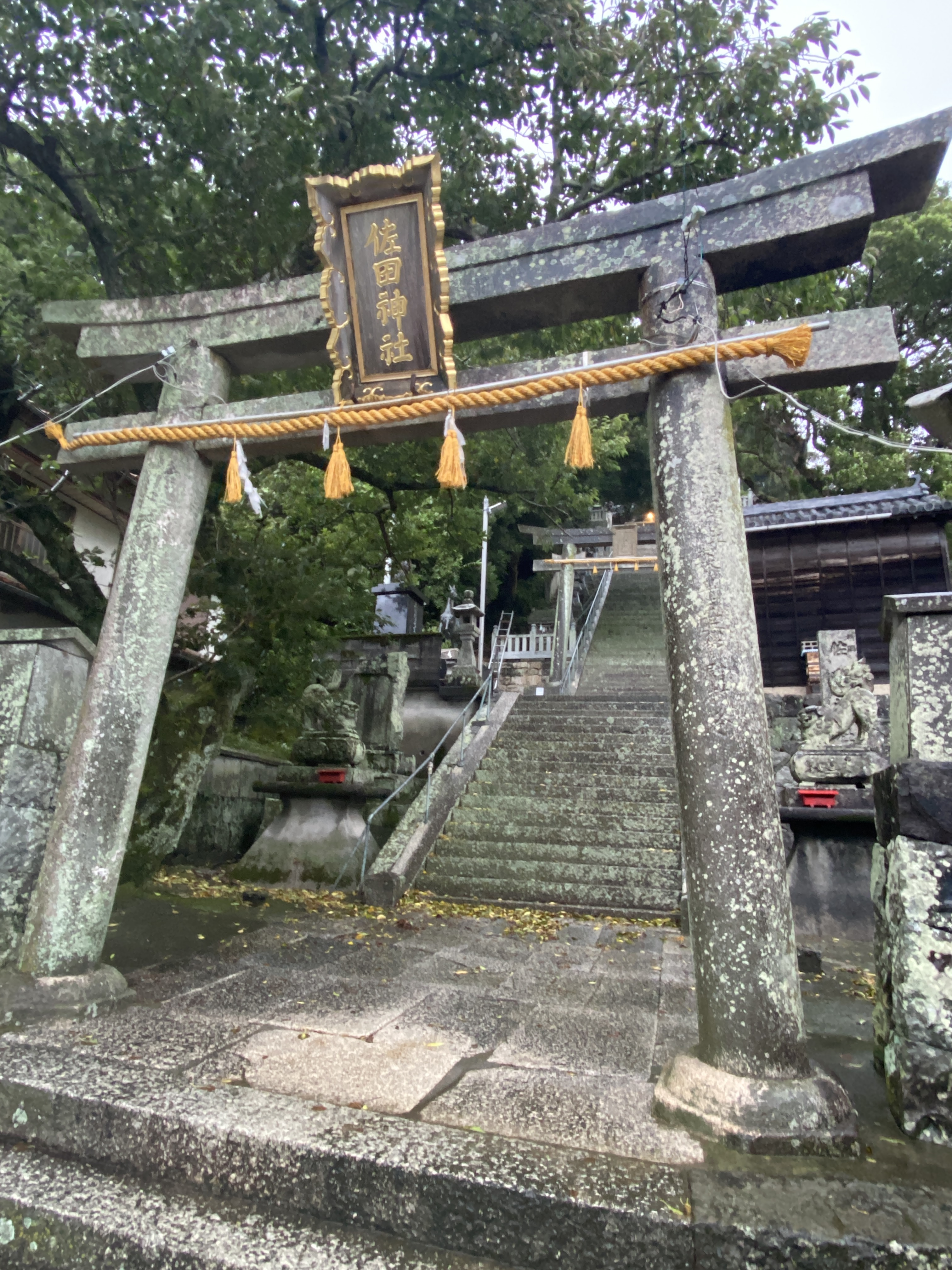
佐田神社の鳥居

もとは鳴門市土佐泊にあったが、森家がこの地に移ったとき、遷座した。森家は、土佐泊に城を構えていたころ佐田大明神を奉っていた。

## 境内
本社殿がある。本社殿は寛政年間（1789年～1801年）に建造された。388坪。
歴代椿泊領主の墓は椿泊町寺谷にある道明寺に祀られているが、三代椿泊領主森忠村の墓だけが佐田神社に祀られている。

### 主要建物
- 本殿
- 幣殿
- 拝殿
- 絵馬殿
- 神輿庫
- 神馬舎

出典 : 『改訂徳島県神社誌』

## 祭事
- 6月30日 - 大祓式
- 7月13日 - 夏祭＝ごさい
- 9月13日 - 例祭（奉幣祭）
- 9月第2土曜〜月曜 - 秋季例大祭（海中渡御、船渡御、だんじり）
- 12月31日 - 大祓式、若エビス神事

出典 : 『改訂徳島県神社誌』

### 例大祭
昭和後期までは9月13日〜17日の5日間、秋季例大祭が行われていたが、13日〜15日の3日間に短縮された。現在は9月第2週の土曜〜月曜に行われている。
阿波水軍の長、森甚五兵衛の一族を代々讃えると共に豊漁を祈願して行われていたが、かつては祭りの期間が決まっておらず、一日で終わることもあれば20日間ほどだらだらと続くこともあったことから、通称「だらだら祭り」と言われている。